# Erupcija Krakataua 1883.
Erupcija Krakataua 1883. godine erupcija je vulkana Krakataua u Sundskom prolazu.
Vulkan uz južnu obalu Sumatre već je neko vrijeme bio nemiran prije konačne erupcije. Još svibnja 1883. godine iz njega se čula mračna gnjevna tutnjava takve siline da su brodovi koji su plovili onuda izvješćivali da su od siline eksplozija pucali bubnjići.
Erumpirao je 26. i 27. kolovoza 1883. godine; erupcije iz ta dva dana smatra se najsnažnijim ikad zabilježenim vulkanskim eksplozijama. Erupcija je bila snage veće od 13.000 atomskih bombi kakve su bačene na Nagasaki i Hirošimu. Iz grotla vulkana je izbačeno 19 prostornih kilometara vulkanskog materijala i 25 prostornih kilometara kamena. Eksploziju se čulo čak 3600 km dalje u srcu Australije u Alice Springsu prema istoku te na 4780 km dalekom Mauricijusu. Iz vulkana se do 80 km uvis podigao oblak prašine koji se godinama nije razišao. Kružio je oko Zemlje prouzročivši smanjenje ljetnih temperatura i spektakularne zalaske sunca diljem svijeta. Otok se zbog izbačena materijala urušio u vlastito grotlo. Od otočja je ostao samo Rakatu.
Eksplozija i erupcija stvorile su dugi progresivni morski val cunami. Na mjestu nastanka bio je visok 15 metara, a prema drugim podatcima od 30 do 40 metara. Preplavio je više stotina sela i tri gradića na obali Sumatre i zapadne Jave. Cunami se proširio vrlo daleko. Zabilježen je čak na južnom Indijskom oceanu na otocima Reunionu i Mauricijusu, proširio se i u južni Atlantski ocean te je zabilježen na Južnoj Georgiji te na otoku Hosteu kod rta Horna, što znači da se prelio i u Tihi ocean. Ubraja se u najveće poznate katastrofe nastale vulkanskom erupcijom.  Poginulo je najmanje 36.147 ljudi i desetak tisuća teško je ozlijeđeno.